# Ever Present Past
«Ever Present Past» es una canción compuesta por el músico británico Paul McCartney y publicada en el álbum de 2007 Memory Almost Full, publicada como primer sencillo promocional del álbum en los Estados Unidos el 15 de mayo de 2007. El videoclip fue estrenado el 1 de octubre de 2007.
La canción fue publicada como segundo sencillo en el Reino Unido el 5 de noviembre de 2007 y debutó en el puesto 85 de la lista británica de sencillos. Fue también usada para promocionar el estreno de la serie de televisión Sin cita previa en otoño de 2007.

## Videoclip
El videoclip de «Ever Present Past» fue dirigido por Phil Griffin, y en él McCartney entra en un salón elegante, donde un grupo de chicas vestidas de traje bailan alrededor. A continuación se encuentra con su doppelgänger, que comienza a bailar con las chicas mientras canta la canción. A lo largo del videoclip, los dos McCartney se encuentran un total de dos veces. Al final del vídeo, McCartney queda solo en medio del salón, arrodillado en el suelo. La presencia del doppelgänger fue interpretada como una referencia irónica a la leyenda urbana sobre la muerte de Paul.

## Lista de canciones
7" (Reino Unido)
1. «Ever Present Past»
2. «House of Wax» (live at Amoeba Music)

CD (Reino Unido)
1. «Ever Present Past»
2. «Only Mama Knows» (live at Amoeba Music)
3. «Dance Tonight» (live at Amoeba Music)

Descarga digital
1. «Ever Present Past»
2. «Only Mama Knows» (live at Amoeba Music)
3. «That Was Me» (live at Amoeba Music)

## Posición en listas
«Ever Present Past» debutó la semana del 6 de junio de 2007 en las listas Bubbling Under Hot 100 y Pop 100 de Billboard en la posición 93. Una semana después, con la entrada del álbum Memory Almost Full en el puesto 3 de la lista Billboard 200, la canción debutó en el puesto 27 de la lista Adult Contemporary de Billboard, al igual que el sencillo de 2006 «This Never Happened Before».